# A Sorta Fairytale
A Sorta Fairytale è un brano della cantautrice statunitense Tori Amos, pubblicato come primo singolo del suo settimo album in studio Scarlet's Walk. È stata pubblicata in tre versioni: "Album Version", "101 Mix" e "Original Single Version". Nella versione inglese e canadese, il singolo presenta la b-side Operation Peter Pan, mentre nella versione US DVD Single è contenuto il video musicale con la partecipazione di Adrien Brody.

## Tracce
US Promo Single
1. A Sorta Fairytale – 3:58
2. A Sorta Fairytale (Full Version) – 5:30

US 7" Single
1. A Sorta Fairytale – 3:58

UK Promo Single
1. A Sorta Fairytale (The 101 Mix) – 3:58
2. Operation Peter Pan – 1:44

Canada
1. A Sorta Fairytale (The 101 Mix) – 3:58
2. Operation Peter Pan – 1:45
3. A Sorta Fairytale (Single Version) – 3:58
4. A Scarlet Story – 1:50

## Classifiche
| Paese                      | Posizione massima |
| -------------------------- | ----------------- |
| Regno Unito                | 41                |
| Stati Uniti Adult Pop Song | 11                |